# Corallus ruschenbergerii
Espèce
Synonymes
- Xiphosoma ruschenbergerii Cope, 1876

Statut CITES
Corallus ruschenbergerii est une espèce de serpents de la famille des Boidae.

## Répartition
Cette espèce se rencontre au Costa Rica, au Panamá, en Colombie, au Venezuela et à Trinité-et-Tobago.

## Publication originale
- Cope, 1876 "1875" : On the Batrachia and Reptilia of Costa Rica : With notes on the herpetology and ichthyology of Nicaragua and Peru. Journal of the Academy of Natural Sciences of Philadelphia, ser. 2, vol. 8, p. 93–154 (texte intégral).